# Nemoria unistrigata
Nemoria unistrigata là một loài bướm đêm trong họ Geometridae.